# Deragliamento

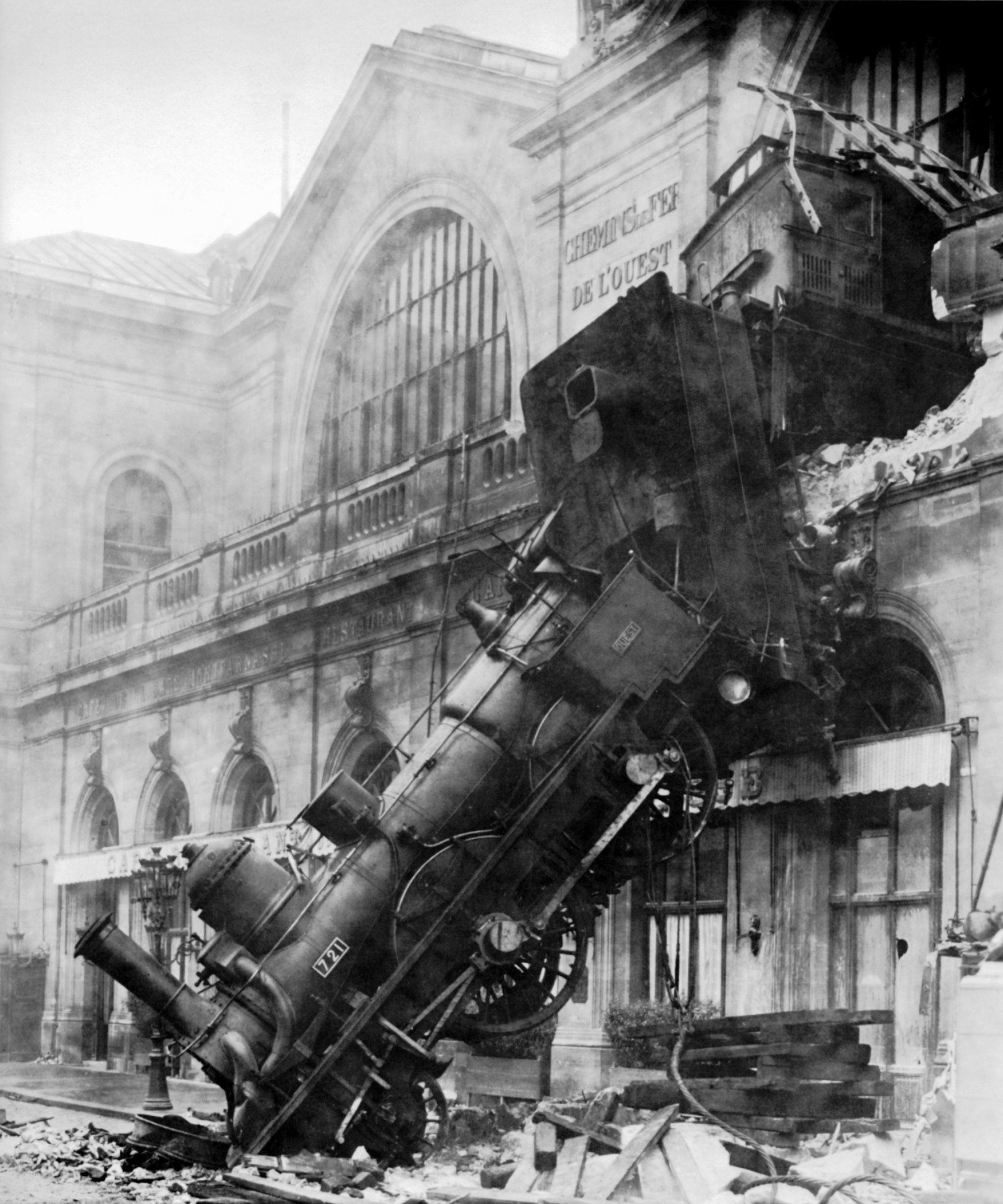
Deragliamento del treno alla Gare Montparnasse, Parigi nel 1895

Il deragliamento, detto anche svio o sviamento nel linguaggio tecnico, è la fuoriuscita di un treno dalla sede ferroviaria. Può essere causato da una collisione con un altro oggetto, da un errore operativo (come un'eccessiva velocità in curva), dal guasto meccanico dei binari (come le rotaie rotte) o dal guasto meccanico delle ruote, tra le altre cose. In situazioni di emergenza, a volte viene utilizzato il deragliamento deliberato con deragliatori o punti di presa per prevenire un incidente più grave.

## Storia
Il primo deragliamento ferroviario registrato nella storia è noto come incidente ferroviario di Hightstown, nel New Jersey, avvenuto l'8 novembre 1833. Il treno stava viaggiando tra Hightstown e Spotswood, quando deragliò dopo che un asse di una delle carrozze si ruppe a seguito di un incendio. L'incidente causò un morto e ventitré feriti; fra i viaggiatori vi era anche l'ex presidente degli Stati Uniti John Quincy Adams che annotò poi l'evento sul suo diario.
Durante il 19º secolo i deragliamenti erano all'ordine del giorno, ma le misure di sicurezza progressivamente migliorate hanno portato a un miglioramento delle condizioni di sicurezza e a una riduzione degli incidenti. Si stima che negli Stati Uniti vi furono circa 3.000 casi nel 1980, 1.000 nel 1986, 500 nel 2010 e 1.000 nel 2022.

## Cause

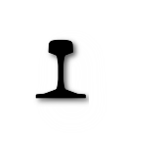
Sezione trasversale di rotaia; la parte in alto è detta "fungo".

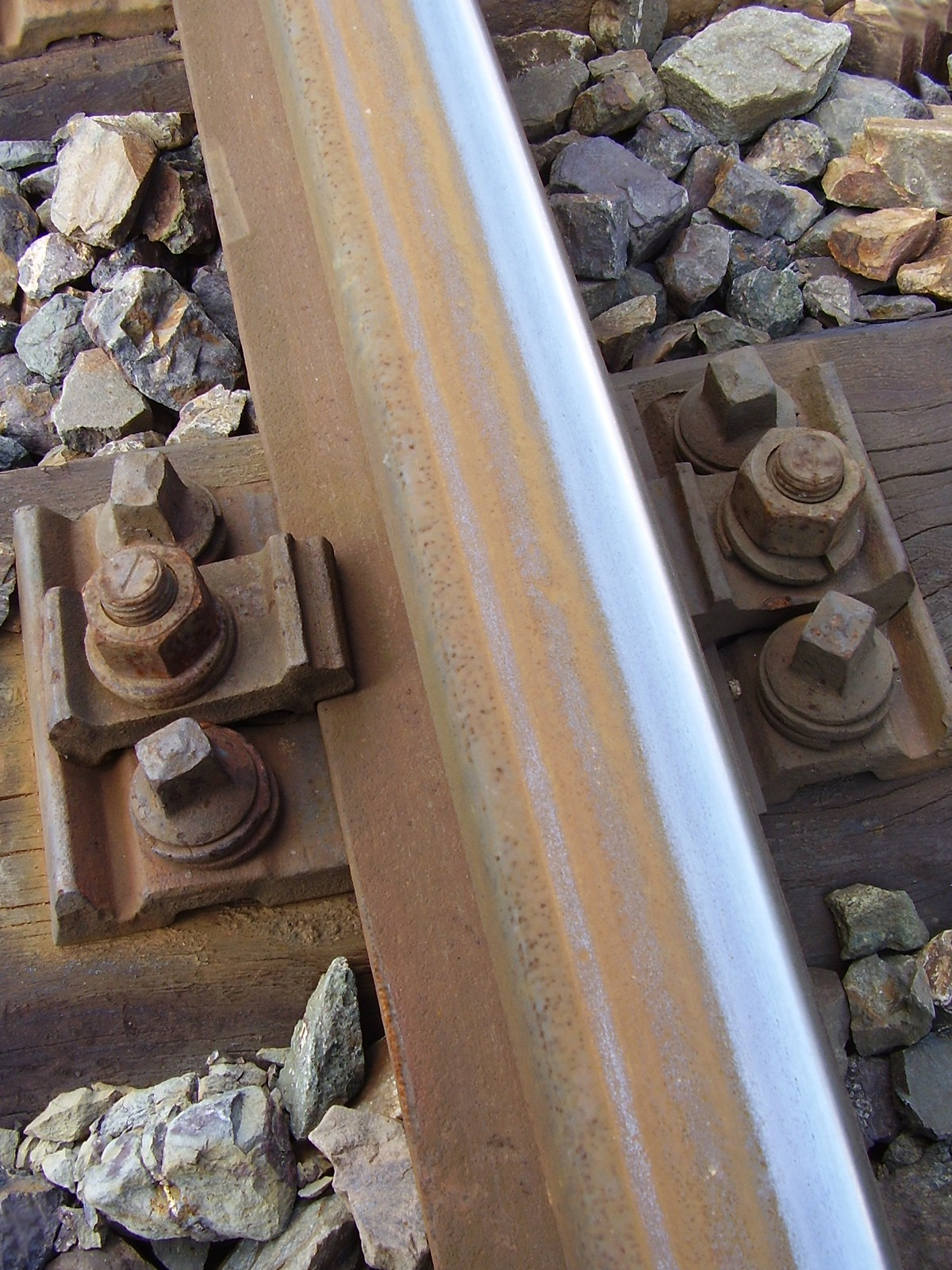
Particolare di rotaia dove la parte non arrugginita è la superficie di contatto fra ruota e rotaia

Il passaggio dei treni sopra le rotaie è regolato dalla particolare forma delle ruote e della rotaia che insieme costituiscono un sistema a guida vincolata che, grazie alla particolare forma "a fungo" della rotaia e della sezione della ruota che vi si poggia sopra, vincola gli spostamenti trasversali del treno.
Se si verifica però una riduzione del contatto fra ruota e rotaia può venire meno tale vincolo e la ruota può scavalcare il fungo della rotaia. Tale fenomeno, legato alla velocità del treno e alla geometria delle parti coinvolte, è maggiormente possibile nelle curve a raggio ridotto. Le cause possono ricercarsi nelle imperfezioni della linea ferroviaria o del treno stesso causate dall'usura delle parti in contatto che ne modifica la geometria e, inoltre, nella presenza di uno sghembo, ovvero quel fenomeno che nasce quando le ruote di un vagone non si trovano tutte quante contemporaneamente sullo stesso piano di appoggio (lo sghembo è la distanza fra il piano di appoggio in condizioni normali delle ruote del treno e della ruota che causa lo svio). Per considerazioni legate alle forze di attrito fra le parti, è più facile che possa verificarsi uno svio a basse velocità (30 km/h) piuttosto che non a velocità elevate. Questa tipologia di incidente ferroviario è più frequente in impianti secondari come gli scali merci in cui le geometrie dei binari possono essere meno curate di quelli in linea e i veicoli possono presentare imperfezioni.
Il deragliamento può essere causato da:
- Guasto meccanico di un componente del binario (ad esempio rotaie rotte, scartamento diverso a causa del guasto della traversina).
- Guasto meccanico di un componente del veicolo (ad esempio guasto della boccola, rottura della ruota).
- Difetto nella geometria dei componenti del binario o delle ruote che provoca un cedimento durante la corsa (ad esempio il superamento delle rotaie a causa dell'eccessiva usura delle ruote o delle rotaie).
- Effetto dinamico dell'interazione binario-veicolo (ad esempio lo spostamento del binario sotto un treno, velocità eccessiva).
- Funzionamento improprio degli scambi o osservanza impropria dei segnali che li proteggono (errori di segnale).
- Come evento secondario a seguito di collisione con altri treni, veicoli stradali o altre ostruzioni (collisioni ai passaggi a livello, ostruzioni sulla linea).
- Manovrabilità del treno (strappi dovuti a forze di trazione o frenatura improvvise).

## Prevenzione

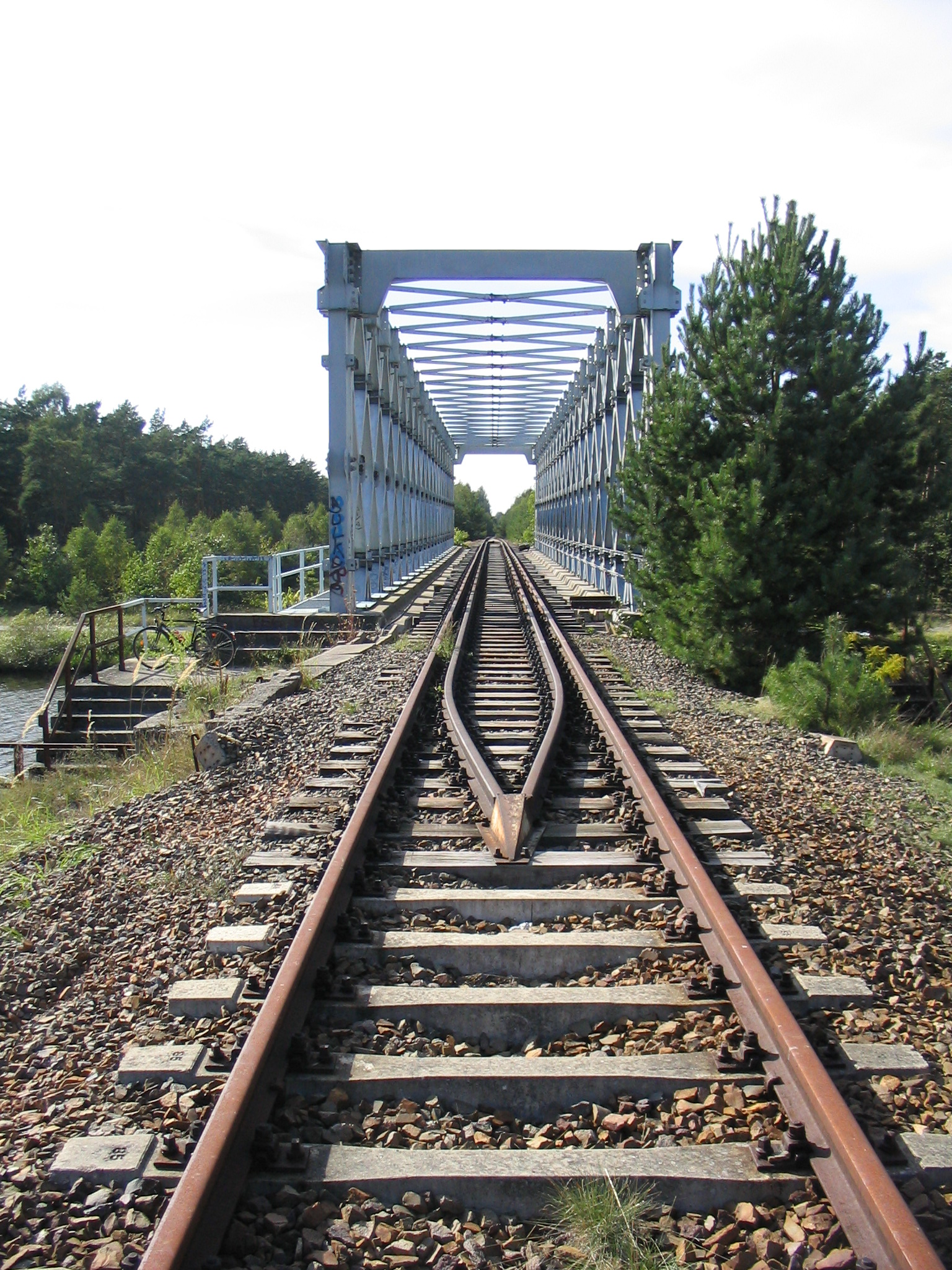
Controrotaie antideragliamento a protezione di un ponte

Al fine di evitare il deragliamento, possono essere installate le controrotaie o rotaie di sicurezza, progettate come profili metallici che corrono in sezioni all'interno del binario. In caso di svio, la controrotaia ha lo scopo di afferrare le ruote del veicolo deragliato in modo tale che le sale montate (gli "assi") non si spostino lateralmente fuori dal binario e i veicoli non si ribaltino e non si disallineino.
La controrotaia è normalmente presente nel deviatoio sulla rotaia opposta al "cuore", mentre può essere installata in prossimità di ponti, curve a corto raggio, percorsi promiscui urbani

## Riparazioni

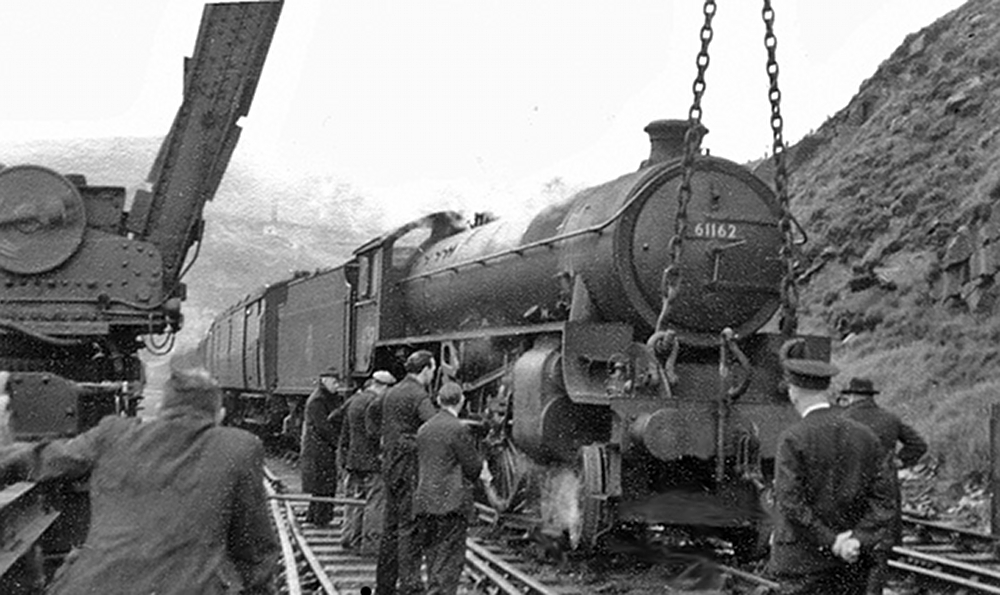
Un LNER Thompson Class B1 della British Rail deragliato viene riportato sui binari da una gru ferroviaria nel 1951.

A seguito di un deragliamento è naturalmente necessario ricollocare il veicolo sul binario. Se non ci sono danni significativi al binario, questo potrebbe essere tutto ciò che serve. Tuttavia, quando i treni durante la marcia normale deragliano a velocità elevata, una notevole lunghezza del binario può essere danneggiata o distrutta; se si incontra un ponte si possono causare danni anche peggiori.
Con semplici deragliamenti di vagoni in cui la posizione finale è vicina alla posizione corretta del binario, di solito è possibile riportare il treno sulla sede ferroviaria utilizzando rampe progettate per adattarsi ai binari e per fornire un percorso in salita fino al binario. Per trainare il carro viene solitamente utilizzata una locomotiva. Un enorme svantaggio di farlo in questo modo è che le rampe possono danneggiare seriamente l'infrastruttura, per cui in molti paesi questa procedura non viene utilizzata.
Se invece il veicolo deragliato è lontano dal binario o la sua configurazione rende impossibile l'uso delle rampe, è possibile utilizzare dei martinetti idraulici con i quali sollevare il veicolo per poi posizionarlo sul binario; un processo più sofisticato prevede un processo controllato che utilizza in aggiunta martinetti girevoli con un sistema costituito da martinetti di sollevamento idraulici ad alta pressione (utilizzati per il sollevamento del treno) che consente di posizionare un sistema di scorrimento sotto il veicolo; il sistema di scorrimento è costituito da una trave (chiamata anche ponte) con slitte o carrelli che vengono spostati lateralmente con un martinetto idraulico ad alta pressione posizionato orizzontalmente per spingere il veicolo sopra il binario. Dopodiché viene nuovamente abbassato sulla sede ferroviaria.
Quando sono necessari lavori più complessi, è possibile utilizzare varie combinazioni di sistemi di cavi e pulegge o l'uso di una o più gru su rotaia per sollevare fisicamente una locomotiva. In casi particolari vengono utilizzate le gru stradali, poiché hanno una maggiore capacità di sollevamento e sbraccio, se l'accesso stradale al sito è fattibile.
In circostanze estreme, un veicolo deragliato in una posizione scomoda può essere demolito sul posto, o semplicemente abbandonato perché non recuperabile.